# Etiuda op. 25 nr 5 (Chopin)

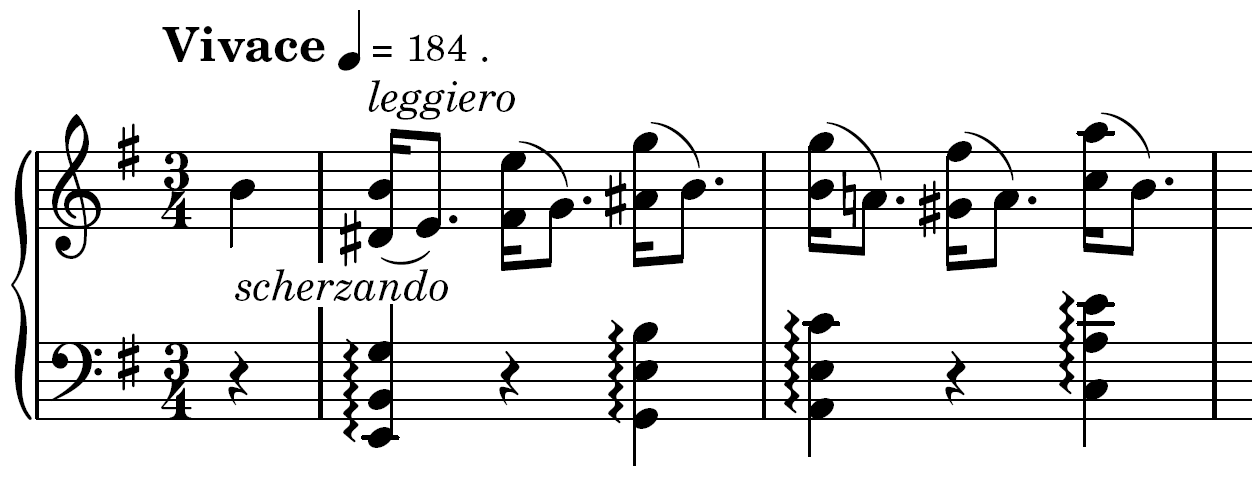
Początek Etiudy

Etiuda e-moll op. 25 nr 5 – piąta z drugiego zbioru Etiud Fryderyka Chopina. Została skomponowana na fortepian w 1837. Dedykowana hr. Marii d'Agoult, kochance Liszta (à Madame la Comtesse d'Agoult), jak całe opus 25.